# 赵丽华 (明代)
赵丽华，字如燕，小字寶英，生卒年不详，女，明代诗人、南院教坊歌妓。其父趙銳善歌樂府，供奉康陵。趙麗華十三歲時成為歌妓，能作小詞。

## 作品
《明诗综》录有赵丽华诗两首，分别是
- 《席上赋别》

妾舟西发君舟东，
顷刻天生两处风。
此去云山天际渺，
寸心千里附冥鸿。
- 《荅人寄吴笺》

感君寄吴笺，
笺上双飞鹊。
但效鹊双飞，
不效吴笺薄。 

## 影响
赵丽华的诗在中國国内声名不著，明代《名媛诗归》没有选她的诗，但是其入选了不少中国诗歌的英译本并认为是中国古诗的代表作之一（其英文名为Chao Li-hua），比如
- A History of Chinese Literature (2008)
- The Shambhala Anthology of Chinese Poetry （页面存档备份，存于） (2006)
- Poetry For Dummies (2001)
- A Book of Women Poets from Antiquity to Now （页面存档备份，存于） (1992)